# Верхньочерекулево
Верхньочереку́лево (рос. Верхнечерекулево, башк. Үрге Сереккүл) — присілок у складі Ілішевського району Башкортостану, Росія. Входить до складу Черекулевської сільської ради.
Населення — 402 особи (2010; 415 2002).
Національний склад:
- башкири — 98 %